# 高山信用金庫
高山信用金庫（たかやましんようきんこ、英語：Takayama Shinkin Bank）は、岐阜県高山市に本店を置く信用金庫である。

## 概要
愛称はたかしん。営業エリアは高山市のほか岐阜県北部（飛騨地域）。
ATMでは、全国の信用金庫（しんきんATMゼロネットサービス）のキャッシュカードによる入出金と十六銀行・北陸銀行のキャッシュカードによる出金の利用手数料は自信金扱いとなる。

## 沿革
- 1926年（大正15年）6月8日 - 有限責任高山信用組合として設立。
- 1951年（昭和26年）10月 - 信用金庫に転換、高山信用金庫に改組。
- 1952年（昭和27年）7月 - 南吉城信用組合を合併。
- 2000年（平成12年）10月1日 - 神岡信用金庫を合併[1]。
- 2019年（平成31年）4月11日 - 古民家や空き店舗などを活用する「まちづくりファンド」設立を発表[2]。

## 営業区域
- 高山市、飛騨市、下呂市、大野郡白川村[3]。

## 指定金融機関
- 高山市（十六銀行・飛騨信用組合・飛騨農業協同組合との輪番制）